# هتل مرسیم

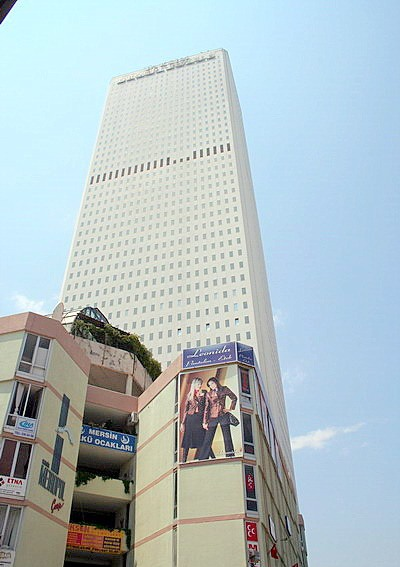

هتل مرتیم یا مرسیم (در انگلیسی: Mersin Ticaret Merkezi) نام یک آسمان خراش 52 طبقه، شامل هتل، بخش اداری، مرکز تجاری و رفاهی است که در مرسین، ترکیه قرار دارد. این بلندترین ساختمان ترکیه بین سال‌های 1987 تا 2000 در استانبول بود. این هتل همچنین بلندترین هتل در ترکیه است. این هتل در بندر مرسین که بزرگترین بندر دریایی ترکیه و بندر اصلی تجارت بین‌المللی با قبرس شمالی است قرار گرفت است.

## آشنایی با هتل
معمار این مجموعه سنگیز بکتاش بود که ساختمان را در سال 1985 طراحی کرد. این برج در نیمه دوم دهه 1980 توسط شرکت اوستی ساخته شد. این برج در سال 1987 تکمیل شد و کل مجموعه در سال 1993 راه اندازی شد. بلافاصله پس از افتتاح آن در سال 1993، بخشی از ساختمان برای چندین سال در طول دهه 1990 توسط دانشگاه مرسین مورد استفاده قرار گرفت. این مجموعه شامل یک مرکز خرید با 1100 فروشگاه و یک آسمان‌خراش 52 طبقه است که به‌عنوان متروپل یا برج شناخته می‌شود. ارتفاع کل ساختمان 176.8 متر است و ادعا می شود که این ساختمان در اوایل دهه 1990 مرتفع ترین آسمان خراش بین سنگاپور و فرانکفورت بوده است. 16 طبقه از این ساختمان به عنوان هتل و مابقی برای ادارات در نظر گرفته شده است. در حال حاضر، هتل توسط گروه هتل رادیسون اداره می شود.

## منبع
1. ↑  "Mertim". Vikipedi (به ترکی استانبولی). 2022-12-18.
2. ↑  "Mertim". Wikipedia (به انگلیسی). 2022-10-13.